# Lejsturojr
Lejsturojr (auch Rone 113:1) ist eine Röse (Hügelgrab) bei Rone, etwa 1,0 km nördlich von Ronehamn, auf der schwedischen Insel Gotland.
Die aus Granitsteinen gebaute, etwa vier Meter hohe Röse (schwedisch gravröset) hat etwa 40,0 m Durchmesser und einen großen Krater in der Mitte. Etwa 250 m südöstlich der Lejsturojr gibt es einen etwa 2,0 m hohen erdbedeckten Steinhügel von etwa 45,0 m Durchmesser. Beide Rösen stammen vermutlich aus der frühen Bronzezeit. Auf Lejstuänge und Ajuängar blieben zwei Gruppen von Hausfundamenten aus der Eisenzeit erhalten. Etwa 50 m östlich der Lejsturojr liegt ein kleines Gräberfeld aus der Eisenzeit.
Bei Rone liegen auch der Uggarde rojr und der Findling Bastustainen.